# Griesbach-au-Val
Pour les articles homonymes, voir Griesbach.
Griesbach-au-Val [gʁisbax o val] est une commune française située dans la circonscription administrative du Haut-Rhin et, depuis le 1er janvier 2021, dans le territoire de la Collectivité européenne d'Alsace, en région Grand Est.
Cette commune se trouve dans la région historique et culturelle d'Alsace.

## Géographie

### Localisation
| Munster         | Gunsbach         | Wihr-au-Val          |
| Eschbach-au-Val | Griesbach-au-Val | Soultzbach-les-Bains |
|                 | Wasserbourg      |                      |

### Hydrographie
La commune est dans le bassin versant du Rhin au sein du bassin Rhin-Meuse. Elle n'est drainée par aucun cours d'eau,.

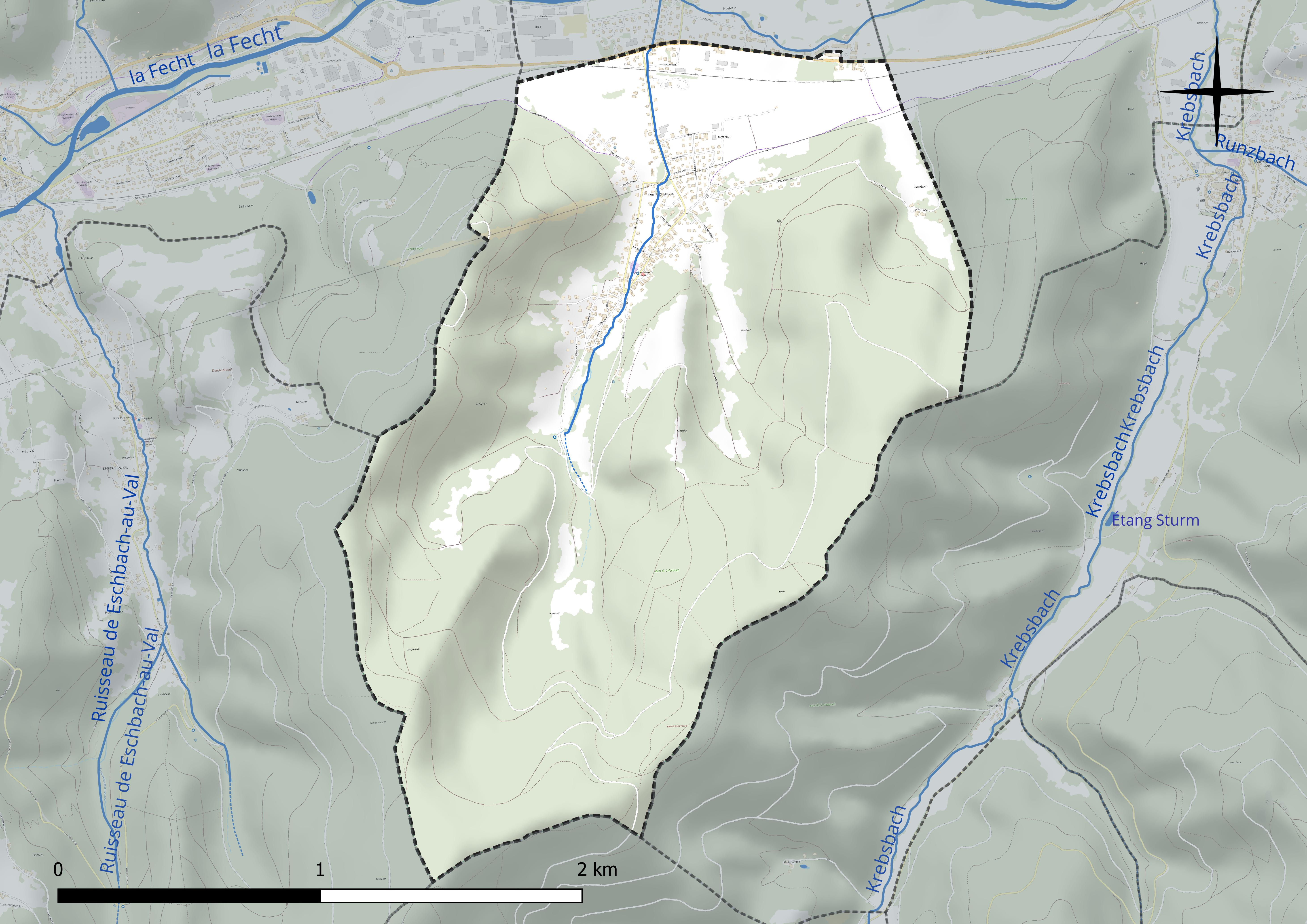
Réseau hydrographique de Griesbach-au-Val.

### Climat
Pour des articles plus généraux, voir Climat du Grand Est et Climat du Haut-Rhin.
En 2010, le climat de la commune est de type climat de montagne, selon une étude du Centre national de la recherche scientifique s'appuyant sur une série de données couvrant la période 1971-2000. En 2020, Météo-France publie une typologie des climats de la France métropolitaine dans laquelle la commune est exposée à un climat semi-continental et est dans la région climatique  Vosges, caractérisée par une pluviométrie très élevée (1 500 à 2 000 mm/an) en toutes saisons et un hiver rude (moins de 1 °C). 
Pour la période 1971-2000, la température annuelle moyenne est de 9,9 °C, avec une amplitude thermique annuelle de 17,2 °C. Le cumul annuel moyen de précipitations est de 875 mm, avec 10,9 jours de précipitations en janvier et 10,5 jours en juillet. Pour la période 1991-2020, la température moyenne annuelle observée sur la station météorologique de Météo-France la plus proche, « Munster_sapc », sur la commune de Munster à 3 km à vol d'oiseau, est de 10,4 °C et le cumul annuel moyen de précipitations est de 1 053,5 mm. 
La température maximale relevée sur cette station est de 38,3 °C, atteinte le 5 juillet 2015 ; la température minimale est de −19 °C, atteinte le 20 décembre 2009,,. 
Les paramètres climatiques de la commune ont été estimés pour le milieu du siècle (2041-2070) selon différents scénarios d'émission de gaz à effet de serre à partir des nouvelles projections climatiques de référence DRIAS-2020. Ils sont consultables sur un site dédié publié par Météo-France en novembre 2022.

## Urbanisme

### Typologie
Au 1er janvier 2024, Griesbach-au-Val est catégorisée bourg rural, selon la nouvelle grille communale de densité à sept niveaux définie par l'Insee en 2022.
Elle appartient à l'unité urbaine de Munster, une agglomération intra-départementale regroupant dix  communes, dont elle est une commune de la banlieue,,. Par ailleurs la commune fait partie de l'aire d'attraction de Colmar, dont elle est une commune de la couronne,. Cette aire, qui regroupe 95 communes, est catégorisée dans les aires de 50 000 à moins de 200 000 habitants,.

### Occupation des sols
L'occupation des sols de la commune, telle qu'elle ressort de la base de données européenne d’occupation biophysique des sols Corine Land Cover (CLC), est marquée par l'importance des forêts et milieux semi-naturels (71,1 % en 2018), en diminution par rapport à 1990 (73,7 %). La répartition détaillée en 2018 est la suivante : 
forêts (71,1 %), prairies (12,4 %), terres arables (8,5 %), zones urbanisées (8 %), zones industrielles ou commerciales et réseaux de communication (0,1 %). L'évolution de l’occupation des sols de la commune et de ses infrastructures peut être observée sur les différentes représentations cartographiques du territoire : la carte de Cassini (XVIIIe siècle), la carte d'état-major (1820-1866) et les cartes ou photos aériennes de l'IGN pour la période actuelle (1950 à aujourd'hui).

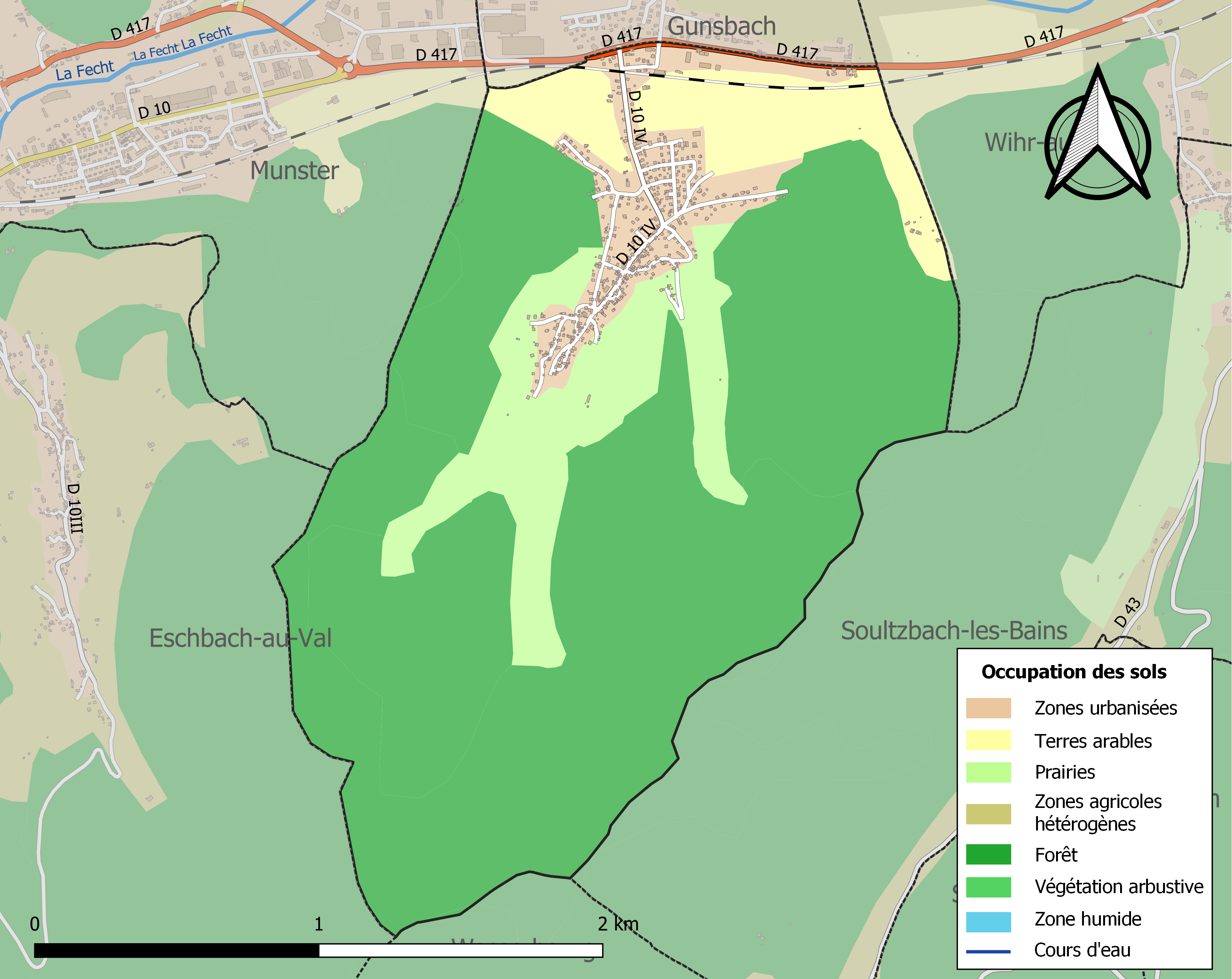
Carte des infrastructures et de l'occupation des sols de la commune en 2018 (CLC).

## Toponymie
Le nom de ce village est apparu en 1239 sous Grunzensbach, qui signifie « Ruisseau de Gravier ».

## Histoire
Le village appartenait au Hattstatt en 1285, aux Hus en 1379, puis aux Rappolstein (ou Ribeaupierre) qui y introduiront la Réforme en 1434. Le château de Schwarzenburg, bâti en 1261 par l'avoué de l'abbaye de Munster, dépendait des évêques de Bâle depuis 1262. Il fut restauré vers 1500 et détruit par les guerres du XVIIe siècle. Griesbach-au-Val servit de poste d'observatoire pendant la Première Guerre mondiale.

## Politique et administration

### Découpage territorial
La commune de Griesbach-au-Val est membre de la communauté de communes de la Vallée de Munster, un établissement public de coopération intercommunale (EPCI) à fiscalité propre créé le 30 mai 1996 dont le siège est à Munster. Ce dernier est par ailleurs membre d'autres groupements intercommunaux.
Sur le plan administratif, elle est rattachée à l'arrondissement de Colmar-Ribeauvillé, à la circonscription administrative de l'État du Haut-Rhin, en tant que circonscription administrative de l'État, et à la région Grand Est. 
Sur le plan électoral, elle dépendait jusqu'en 2020 du  canton de Wintzenheim pour l'élection des conseillers départementaux au sein du conseil départemental du Haut-Rhin. Depuis le 1er janvier 2021, elle dépend du même canton pour l'élection des conseillers d'Alsace au sein de la collectivité européenne d'Alsace.

### Liste des maires
| Période                                  | Période  | Identité      | Étiquette | Qualité         |
| ---------------------------------------- | -------- | ------------- | --------- | --------------- |
| mars 2001                                | 2008     | Bernard Lau   |           |                 |
| mars 2008                                | mai 2020 | Daniel Furth  |           | Chef de travaux |
| mai 2020                                 | En cours | Angelo Romano |           | Professeur      |
| Les données manquantes sont à compléter. |          |               |           |                 |

## Équipements et services publics

### Enseignement
Il existe à partir du XVIIIe siècle une classe protestante, les enfants catholiques devant aller à l’école de Gunsbach. Une école commune est créée vers 1800, mais elle peine à se maintenir : en 1819 les enfants catholiques doivent retourner à Gunsbach, suivis quelques années des enfants protestants. Une école protestante est construite en 1843 et accueille à cette date environ soixante-dix élèves. La plupart ne fréquentent toutefois l’école qu’en hiver, leurs parents préférant les faire travailler le reste de l’année. Une nouvelle école est construite en 1870 afin de satisfaire à la requête de l’administration scolaire de séparer les sexes. Celle-ci abrite deux classes protestantes, une de garçons et une de filles, et une classe mixte pour les catholiques.
En 2023, Griesbach fait partie d’un regroupement pédagogique avec les communes d’Eschbach et Gunsbach. La commune assure l’enseignement primaire pour le CP et le CE1 avec une classe unique comptant vingt-quatre élèves à cette date. Le reste du cursus primaire est assuré à Gunsbach, tandis que l’école maternelle se trouve à Eschbach,. Pour l’enseignement secondaire général, les établissements les plus proches sont le collège Frédéric Hartmann et le lycée général Frédéric Kirschleger, tous deux situés à Munster. Pour l’enseignement secondaire professionnel, les établissements les plus proches sont le lycée polyvalent Lazare de Schwendi à Ingersheim et le lycée horticole du Pflixbourg à Wintzenheim.

## Population et société

### Démographie
L'évolution du nombre d'habitants est connue à travers les recensements de la population effectués dans la commune depuis 1793. Pour les communes de moins de 10 000 habitants, une enquête de recensement portant sur toute la population est réalisée tous les cinq ans, les populations de référence des années intermédiaires étant quant à elles estimées par interpolation ou extrapolation. Pour la commune, le premier recensement exhaustif entrant dans le cadre du nouveau dispositif a été réalisé en 2007.

En 2022, la commune comptait 682 habitants, en évolution de −6,19 % par rapport à 2016 (Haut-Rhin : +0,66 %, France hors Mayotte : +2,11 %).
| 1793 | 1800 | 1806 | 1821 | 1831 | 1836 | 1841 | 1846 | 1851 |
| ---- | ---- | ---- | ---- | ---- | ---- | ---- | ---- | ---- |
| 285  | 283  | 317  | 319  | 390  | 491  | 494  | 624  | 630  |

| 1856 | 1861 | 1866 | 1871 | 1875 | 1880 | 1885 | 1890 | 1895 |
| ---- | ---- | ---- | ---- | ---- | ---- | ---- | ---- | ---- |
| 693  | 666  | 692  | 650  | 628  | 645  | 626  | 610  | 614  |

| 1900 | 1905 | 1910 | 1921 | 1926 | 1931 | 1936 | 1946 | 1954 |
| ---- | ---- | ---- | ---- | ---- | ---- | ---- | ---- | ---- |
| 645  | 604  | 560  | 557  | 532  | 480  | 481  | 465  | 464  |

| 1962 | 1968 | 1975 | 1982 | 1990 | 1999 | 2006 | 2007 | 2012 |
| ---- | ---- | ---- | ---- | ---- | ---- | ---- | ---- | ---- |
| 463  | 487  | 483  | 519  | 587  | 736  | 754  | 756  | 744  |

| 2017 | 2022 | - | - | - | - | - | - | - |
| ---- | ---- | - | - | - | - | - | - | - |
| 714  | 682  | - | - | - | - | - | - | - |

## Culture locale et patrimoine

### Lieux et monuments
- Ruines du château de Schwarzenbourg[25].
- Maison de Meyerhof (du XVe siècle)[26].
- Plusieurs maisons du XVIIe siècle dans la rue Principale.
- Monument commémoratif de la 1re Compagnie du 68e « Armierungsbataillon » prussien[27].

|  |  |

### Héraldique
| Blason de Griesbach-au-Val | Les armes de Griesbach-au-Val se blasonnent ainsi : « D'argent à la face ondée de sable. » |